# William Holman Hunt
William Holman Hunt, född 2 april 1827 i Cheapside, London, död 7 september 1910 i Kensington, London, var en brittisk målare. Tillsammans med Dante Gabriel Rossetti och John Everett Millais grundade han det prerafaelitiska brödraskapet.

## Biografi
Hunt ville redan från unga år bli konstnär och jagade detta mål beslutsamt trots sin fars invändningar. Han hade arbetat på kontor och haft tillfälle att gå konstkurser på kvällarna. Vid 16 års ålder slutade han på kontoret och började tjäna pengar att kopiera berömda bilder och måla porträtt av sina vänner. 1844 kom han slutligen efter tre ansökningar in på Royal Academy Schools. Här träffade han två andra konstnärer, Dante Gabriel Rossetti och John Everett Millais, tillsammans bildade de prerafaelitiska brödraskapet 1848. Detta brödraskap var en reaktion på akademins konst, de ville återgå till en mer genuin konstart med realism och den sanna naturen.

Den lejde herden (1851) visar Hunts känsla för att återge naturen.

Hunt var den av de tre som tog detta på störst allvar och höll sig till stilen hela livet. 1849 ställde han ut Rienzi, föreställande den fattige och ofrälse Cola di Rienzo som i mitten av 1300-talet lyckades göra revolt och ta makten i Rom. Målningen visar Rienzi då han sörjer sin bror som mördats i en kamp mellan de båda adelssläkterna Orsini och Colonna. Sin realism trogen är målningen mycket detaljerad vad gäller naturlandskapet. Emellertid bemöttes inte hans första målningar med beröm utan med kritik från pressen som tyckte att kompositionen var för klumpig. Han fick visserligen beröm för sin oerhörda naturtrogenhet i Den lejde herden. Det var med hans religiösa motiv som hans berömmelse kom och i synnerhet då den allegoriska Världens ljus (1850–1853) inspirerade andra konstnärer och musiker, till exempel Arthur Sullivan och Dean Goffin, till skapande.

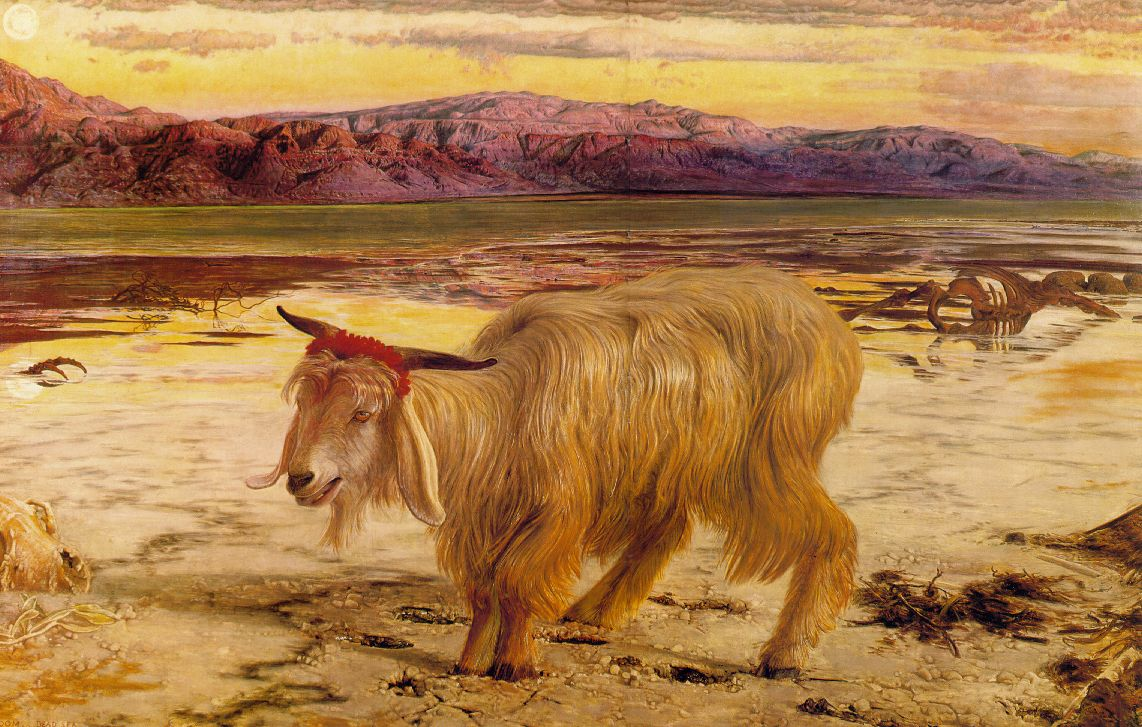
Syndabocken (1854–1855) en av Hunts mest kända målningar.

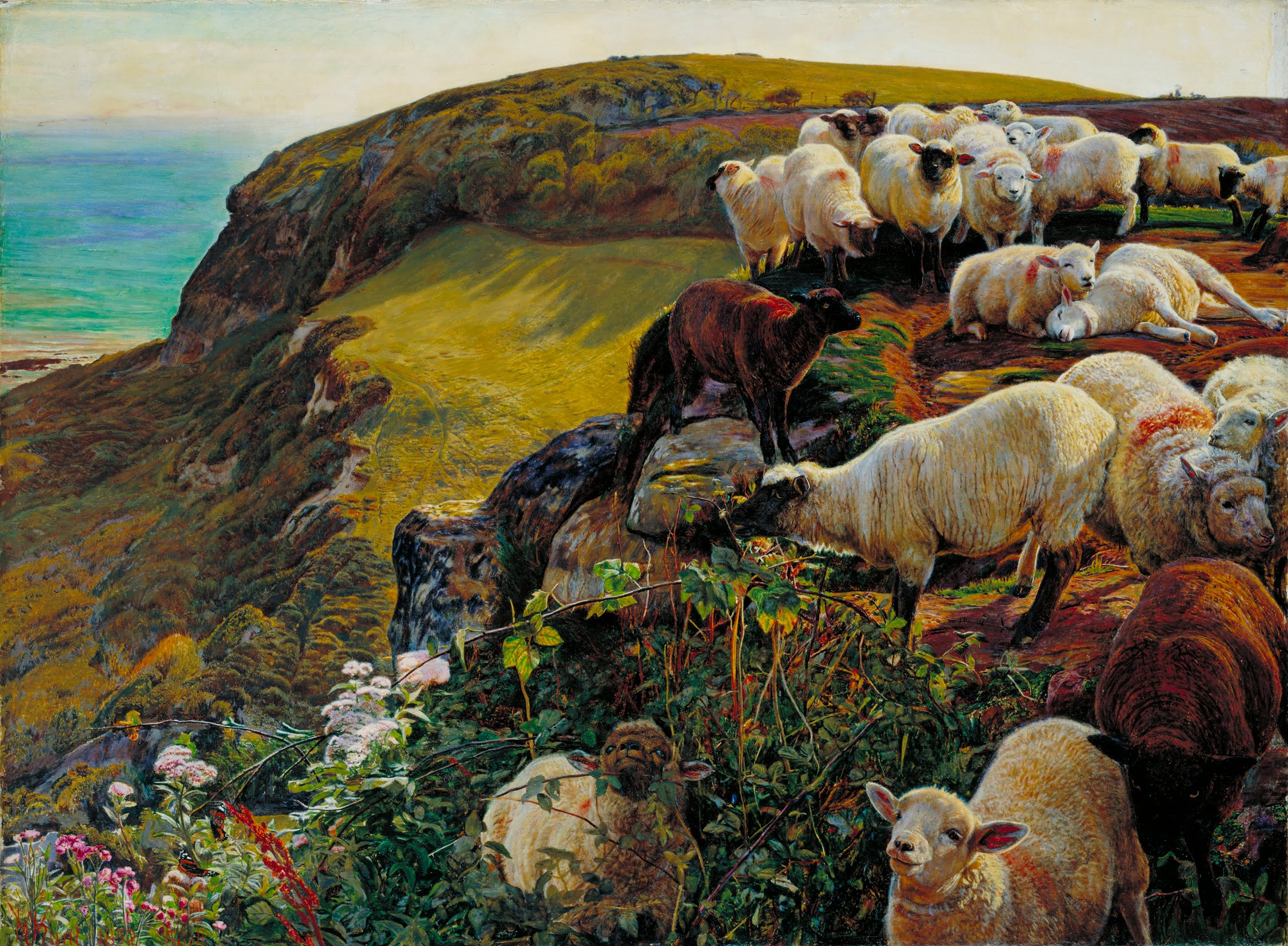
Våra engelska kuster 1852.

Hunt ägnade mycket noggrannhet och lång tid åt varje tavla, nästan alla är religiösa eller moraliska i sina budskap. Han reste till Palestina tre gånger för att på så vis själv studera landskapet och få mer korrekthet i sina religiösa målningar. Han var gift två gånger, hans första fru dog i barnsäng och därefter gifte han sig med den första fruns syster. Detta var vid tiden olagligt i England, och de tvingades göra det utomlands. Mot slutet av sitt liv fick han så dålig syn att han blev tvungen att sluta måla då han inte kunde uppnå den kvalitet han önskade. Förutom Rienzi målade han bland annat också Våra engelska kuster (1852, Tate Gallery), Den lejde herden (1851, Manchester Art Gallery) och Syndabocken (1854–1855, Lady Lever Art Gallery).